# Liste des basiliques de la Vénétie
Cette liste recense les basiliques de la Vénétie, Italie.

## Liste
- Belluno
  - Basilique cathédrale Saint-Martin
- Feltre
  - Basilique Sanctuaire dei Santi Vittore e Corona
- Martina Franca
  - Basilique San Martino
- Monte Sant'Angelo
  - Basilique Saint-Michel de Monte Sant'Angelo
- Padoue
  - Basilique Saint-Antoine
  - Basilique Sainte-Justine
  - Basilique del Carmine
- Venise
  - Basilique Saint-Marc
  - Basilique San Zanipolo
  - Basilique San Giorgio Maggiore
  - Basilique Santa Maria Gloriosa dei Frari
  - Basilique Santa Maria della Salute
  - Basilique San Pietro di Castello
- Vérone
  - Basilique San Zeno
  - Basilique Sainte-Thérèse de l'Enfant Jésus
- Vicence
  - Basilique Notre-Dame du Monte Berico
  - Basilique dei Santi Felice e Fortunato